# 向锦武
向锦武（1964年—），湖南平江人，中国飞行器设计专家，北京航空航天大学教授，北京航空航天大学航空科学与工程学院院长，无人系统研究院总设计师，教育部长江学者特聘教授，中国工程院院士。

## 生平
1984年毕业于南京航空航天大学飞机系，获学士学位。1984年至1987年任中国直升机设计研究所设计员。